# Mallaleye
Mallaleye (auch: Liboré Mallaley, Malalé, Malaley, Mallaley, Mallélé) ist ein Dorf in der Landgemeinde Liboré in Niger.

## Geographie
Das von einem traditionellen Ortsvorsteher (chef traditionnel) geleitete Dorf liegt am linken Ufer des Flusses Niger. Es befindet sich rund einen Kilometer nordwestlich des Hauptorts Liboré der gleichnamigen Landgemeinde, die zum Departement Kollo in der Region Tillabéri gehört. Zu den Siedlungen in der näheren Umgebung von Mallaleye zählen Bangoubanda im Nordosten und Korozé im Südosten.
Mallaleye ist Teil der Übergangszone zwischen Sahel und Sudan. Die durchschnittliche jährliche Niederschlagsmenge beträgt hier zwischen 500 und 600 mm.

## Geschichte
Bei einer Untersuchung im Jahr 1983 waren in Mallaleye und drei weiteren Siedlungen in der Nähe der Reisfelder von Liboré 89 Prozent von 217 Kindern im Alter von 10 bis 14 Jahren an Schistosomiasis erkrankt.

## Bevölkerung
Bei der Volkszählung 2012 hatte Mallaleye 1254 Einwohner, die in 171 Haushalten lebten. Bei der Volkszählung 2001 betrug die Einwohnerzahl 918 in 115 Haushalten und bei der Volkszählung 1988 belief sich die Einwohnerzahl auf 1673 in 229 Haushalten.

## Wirtschaft und Infrastruktur
Der CES Mallaleye ist eine allgemein bildende Schule der Sekundarstufe des Typs Complexe d’Enseignement Secondaire (CES). Sie wurde im März 2011 eingeweiht. Durch Mallaleye verläuft die 101,2 Kilometer lange Nationalstraße 31 zwischen Niamey und Kirtachi. Die Straße ist in diesem Abschnitt asphaltiert.